# الأوقاف في الكويت

شعار دولة الكويت

الأوقاف في الكويت أحد مظاهر الهوية الإسلامية للمجتمع الكويتي، وهي قديمة قِدَم الدولة الكويتية، ويعود تاريخ أول وقف موثق بالكويت إلى سنة 1695م، ومنذ ذلك الحين والأوقاف تتوالى ويتم إنشائها، وقد نشأت الأوقاف في الكويت ومرت بمراحل متعددة، منها ما كان قبل عام (1921م)، ومنها ما هو بعد ذلك، ولعل أهم مرحلتين في تاريخ الأوقاف الكويتية؛ هي: تأسيس وزارة الأوقاف عام 1962م، وإنشاء الأمانة العامة للأوقاف سنة 1993م، وتعتبر دولة الكويت من الدول الرائدة في مجال الأوقاف، لما حققته من نتائج إيجابية، والتي من أهمها: الصناديق الوقفية وما انبثق عنها من إنجازات في سبيل رفع مستوى الخدمات العلمية والثقافية والاجتماعية، ومن خلال مطالعة الوثائق الوقفية الكويتية، تظهر آفاق الوقف في الكويت ومجالاته، وتثبت خصال المجتمع الكويتي وحبه للخير.

## نشأة الأوقاف في الكويت ومراحل تطويرها

### المرحلة الأولى: نشأة الأوقاف في الكويت
نشأ الوقف في الكويت مع نشأة دولة الكويت منذ القدم، حيث كان الأهالي يبنون المساجد ويوقفون عليها، ويُستدل على ذلك ما ذكره المؤرخون أن أول وقف موثق في الكويت – مسجد بن بحر - الذي يرجع تاريخ إنشائه إلى حوالي عام (1108هـ - 1695م)، وتوالى إنشاء الأوقاف منذ ذلك الحين على مر السنين عبر تاريخ الكويت، وتميزت هذه المرحلة بالإدارة المباشرة من قبل الواقفين، أو من ينصبونهم نظاراً من خلال حجج تُوثَّق عند أحد القضاة المعروفين الموثقين لحجج الأوقاف في تلك الحقبة من تاريخ الكويت.

### المرحلة الثانية: مرحلة الإدارة الأهلية
كانت الأوقاف في هذه المرحلة تتمُّ بمبادرة شخصية، يلتمس فيها أصحاب الخير حاجة المجتمع، ويقومون بسدّ هذه الحاجة عن طريق عملية الإيقاف من باب الحرص على التكافل الاجتماعي، والصدقة الجارية والفوز بمرضاة الله، وكانت أغراض الوقف في هذه المرحلة تشمل: تسبيل المياه، والولائم، وقراءة القرآن، وكسوة الفقراء، ومساعدة اليتامى والمحتاجين، وطباعة المصاحف، وغيرها من أعمال البر.

### المرحلة الثالثة: مرحلة تأسيس الدائرة الحكومية
بدأت هذه المرحلة بقيام أهل الخير في الكويت بالسعي لعمل الخير، والحثّ على الوقف واستنهاض الآخرين إلى أداء هذه الرسالة النبيلة، إلا أن محاولاتهم كانت في إطار قاعدة ضيقة، لا تكاد تحقق أهدافهم وطموحاتهم، وانطلاقاً من الشعور الحكومي بالقضية الإسلامية والإنسانية، وسعياً وراء شمولية دور الوقف، ليصل إلى كافة شرائح المجتمع، وتصل بدور العبادة إلى مرحلة أكبر من الاهتمام والرعاية؛ فجاءت مبادرة الحكومة لتتولى الشؤون التنظيمية على الوقف؛ للنهوض به وتنميته وتطوير أدائه، حتى يقوم برسالته على أكمل وجه.

### المرحلة الرابعة: مرحلة تسمية وزارة الأوقاف
وكانت هذه المرحلة مع إعلان استقلال البلاد، وتشكيل أول حكومة في تاريخ الكويت، وذلك في 17 يناير 1962م؛ حيث أُنشئت وزارة الأوقاف التي حلّت محل (دائرة الأوقاف)، ثم أُضيفت إليها: (الشؤون الإسلامية) في 25 أكتوبر 1965م، ليصبح اسمها: (وزارة الأوقاف والشؤون الإسلامية)، والتي تولت عدة مسؤوليات، من بينها مسؤولية الوقف.
وصدر في 5 أبريل 1951م المرسوم الذي يعالج تنظيم عمل دائرة الأوقاف، حيث شملت هذه الأعمال فحص حجج الوقف وكتبه، استدعاء النظار والتأكد من صلاحيتهم الشرعية، ومراقبة حسابات الأوقاف.

### المرحلة الخامسة: مرحلة إنشاء الأمانة العامة للأوقاف
تم إنشاء (الأمانة العامة للأوقاف) من حقيقة شرعية، هي أن أموال الأوقاف في حكم ملك الله، وأنها لدى ولي الأمر بمثابة أمانة، مكلّف شرعاً بالمحافظة على أعيانها، وحسن استثمارها وتنميتها، وإنفاق ريعها في المصارف الشرعية في حدود شروط الواقفين، وبما يؤدي إلى سدّ حاجة المحتاجين والفقراء وخدمة المجتمع.

## الوثائق الوقفية الكويتية
- من خلال مطالعة الوثائق الوقفية الكويتية،[9] تظهر أفاق الوقف في الكويت، وتثبت خصال المجتمع وحبه للخير،[10] كأحد مظاهر الهوية الإسلامية للمجتمع والقديمة قدم الدولة الكويتية.[11]
- المتأمل في الحجج الوقفية الكويتية، يستطيع أن يميز كثيراً من خصائص المجتمع الكويتي من خلال لغة الحجج الوقفية، والأسماء الواردة فيها، وأسماء المواضيع والأماكن، وطريقة الصياغة والمقدمات والخواتيم وغير ذلك، ولهذا يمكن أن نجمل أبرز خصائص وسمات نصوص الوثائق الوقفية في الآتي:[3]

1. أنها مكتوبة بلغة سهلة، تظهر فيها العامية أحياناً، وتختص بمقدمات وخواتيم متكررة في بعضها.
2. ارتبطت بفترتين رئيسيتين، لكل منهما خصائصها الحضرية والاجتماعية والسكانية، وتعني بالفترتين –مدينة الكويت- قبل اكتشاف النفط، ومدينة الكويت بعد اكتشاف النفط، ولكل منهما أوقاف لها طابعها الذي يتناسب مع كل فترة.
3. ارتبطت وثائق الوقف من حيث بعدها الزمني بالقرنين الماضيين، كما أن نسبة كبيرة منها تتركز في الفترة ما بين 1300هـ – 1360هـ، وبعضها موغل في القدم، ترجع إلى 1253هـ، أي عهد جابر الأول، أما البقية فتلحق بالفترة ما بعد 1360هـ إلى العهد المعاصر.
4. شهدت المرحلة الزمنية (1300 – 1360هـ) – ( 1863- 1940م) ازدهاراً اقتصادياً في فترات زمنية، مثل عهد عبد الله بن صباح الثاني، الذي حكم في الفترة ما بين 1283 – 1309هـ.
5. يختلف الوقف حجماً وكماً ونوعاً، فقد يتناول جزءاً من بيت نحو" ديوانية البيت".
6. بعض وثائق الوقف يخرج إطارها الجغرافي عن الكويت إلى الدول أو المجتمعات المجاورة.
7. يلاحظ في الوقف الكويتي الرحمة بالأرقاء والرأفة بهم ويظهر ذلك حيث يتم تحرير الرقيق، ثم تزويجه، ثم تمليكه بيتاً أو سكنا.
8. يستفاد من وثائق الوقف الكويتي معرفة مواقع الأسر والقبائل حسب أماكنها داخل المدينة أو خارجها كالجهراء والقرى الساحلية، حيث يعرف كل حي باسم أبرز أسرة أو قبيلة السابقة في تعميره وسكناه.[10]
9. يلاحظ أن أكثر الأوقاف يتركز في الأحياء السكنية داخل المدينة، يليها السوق، ثم يليها القرى كالجهراء وأبو حليفة، ثم جزيرة فيلكا التي تحتوي على وثائق وقفية تعادل القرى تقريباً، وكذلك وقف البادية، كما في وقف سارة بنت درعان العنزي (7 صفر 1308هـ) الذي هو في البر خارج البلدة.[3]

## استثمار الأصول الوقفية في الكويت
اهتمت الأمانة العامة للأوقاف باستثمار الأموال الموقوفة، وتعزيز نشاط الاستثمار بمتخصِّصين في ممارسة الاستثمار والإشراف عليه، لتحقيق مستويات عالية الكفاءة، وتمثل هذا الاهتمام بإنشاء (مكتب استثمار وتنمية الموارد الوقفية) من ضمن الأجهزة الإدارية التي استُحدثت في الهيكل التنظيمي، وحُددت اختصاصات هذا المكتب من خلال وضع خطط استثمار الأموال الوقفية ضمن الحدود الشرعية، بما يكفل الحفاظ على أموال الوقف وأعيانه، وتحديث أدوات الاستثمار وتطويرها وتنويعها لتدر أكبر عائد استثماري.

## الصناديق الوقفية في الكويت
تتمثل أبرز الأوقاف الكويتية في صناديق وقفية، تُمثل كيانات تنظيمية تتمتع بالإدارة الذاتية، والمصدر الرئيسي لتمويل هذه الصناديق؛ هو ريع الوقف التي تُخصَّص لكل صندوق، وقد أعد النظام العام الذي يحكم تلك الصناديق وأقره مجلس شؤون الوقف التابع للأمانة في اجتماعه الأول، المنعقد بتاريخ: 11/ 10/ 1994م، حيث تم إنشاء عشرة صناديق وقفية، تخصصت في مجالات مختلفة، ثم في عام 2001م، تم تقليصها ودمج بعضها لتصبح أربعة صناديق، وهي:

### الصندوق الوقفي للتنمية الصحية
تم إنشاء هذا الصندوق بقرار وزاري، رقم:(6)، عام: (2001م)، وبدمج ثلاثة صناديق وقفية، وهي: الصندوق الوقفي للتنمية الصحية، الصندوق الوقفي لرعاية المعاقين والفئات الخاصة، الصندوق الوقفي للمحافظة على البنية، وتبنّى هذا الصندوق منذ إنشائه العديد من المشاريع لدعم جوانب التنمية الصحية والبيئية، وتفعيل الدور الشعبي من أجل تحقيق شعار الصحة للجميع.

### الصندوق الوقفي للقرآن وعلومه
تم تأسيس هذا الصندوق بقرار وزاري، صادر في 19/ 3/ 1995م، بهدف خدمة كتاب الله، وخدمة العلوم ذات الصلة المباشرة به.

### الصندوق الوقفي للدعوة والإغاثة
أحد الصناديق الوقفية التي أنشأت تحقيقاً لأهداف سامية من أجل دعم مختلف الجوانب الدعوية، وإعانة المحتاجين شعوباً وجماعات، حيث خصص ريعه لدعم مختلف جهود الإغاثة للمنكوبين من الكوارث الطبيعية من الدول والأفراد والمجتمعات الإسلامية.

### الصندوق الوقفي للتنمية العلمية والاجتماعية
ويعتبر هذا الصندوق مرتكزاً أساسياً في البناء التنموي للمجتمع الكويتي، فقد اهتم بدعم مجالات حيوية كالتعليم والثقافة والأسرة والفكر.

## نماذج من الأعيان الوقفية في الكويت
تنتشر الأعيان الوقفية في محافظات الكويت، وخاصة في المحافظتين الأقدم، وهما العاصمة وحولي، وتتركز بشكل عام معظم الأعيان الوقفية في محافظة حولي؛ حيث يبلغ نسبة الأعيان الوقفية فيها نحو 78% من جملة أعداد الأعيان التابعة للأمانة العامة للأوقاف، ويرجع ذلك إلى وجود العديد من الأسر الكويتية التي تمتلك مساحات كبيرة من الأراضي في محافظة حولي منذ القدم، حيث كانت هذه المحافظة خارج سور المدينة لكونها منطقة مزارع ومتنزهات للكويتين وليست منطقة للسكن، الأمر الذي جعل الكويتيين يوقفون بعض الأراضي فيها لأعمال الخير، مثل بناء المساجد والبيوت التي يُصرف ريعها على المساجد، وغير ذلك من أعمال الخير.
ومن النماذج الوقفية في الكويت، ما يلي

### وقفية الشايع
وتتمثل في أعيان وقفية، يعود ريعها لتعمير مسجد الشايع وصيانته، كما نصت على ذلك وقفية مسجد الشايع.

### وقف محمد ملا صالح
والذي يتمثل في مسجد (ناهض)، وكان قد أسسه محمد ملا صالح من ثلث زوجته.

### وقف أحمد وعلي الفهد
وهو وقف عام على مسجد الخالد، حيث وقفا بيتاً من ثلث أخيهما (فرحان الخالد) على مسجد المهارة.

### أوقاف كويتية خارج الكويت
وهناك أوقاف كويتية خارج الكويت، ومنها: وقف هلال المطيري في الهند والبحرين، ووقف منيرة العتيقي في مكة المكرمة.

## وصلات خارجية
- الأمانة العامة للأوقاف
- أطلس الأوقاف في دولة الكويت
- سبل حماية الأصول الوقفية الأمانة العامة للأوقاف بدولة الكويت أنموذجا